# Phacelia purpusii
Phacelia purpusii är en strävbladig växtart som beskrevs av T. S. Brandegee. Phacelia purpusii ingår i Faceliasläktet som ingår i familjen strävbladiga växter. Inga underarter finns listade i Catalogue of Life.